# Róbert Tomík
Róbert Tomík (* 12. Dezember 1976 in Ilava, Tschechoslowakei) ist ein ehemaliger slowakischer Eishockeyspieler, der für viele verschiedene Klubs in Europa aktiv war. In Deutschland spielte er für die Nürnberg Ice Tigers. Der größte Erfolg seiner Karriere war der Gewinn der Goldmedaille bei der Weltmeisterschaft 2002.

## Karriere
Róbert Tomík begann seine Karriere als Eishockeyspieler in der Jugend des HC Dukla Trenčín, für dessen Profimannschaft er in der Saison 1995/96 sein Debüt in der slowakischen Extraliga gab. Nach einer Spielzeit beim HK Spartak Dubnica wechselte der Angreifer zum HC Slovan Bratislava, mit dem er in der Saison 1997/98 erstmals Slowakischer Meister wurde. Nach einem weiteren Jahr verließ er die Hauptstädter und begann die Saison 1999/2000 bei deren Ligarivalen MHk 32 Liptovský Mikuláš, ehe er sie bei den Pelicans Lahti aus der finnischen SM-liiga beendete. In der Saison 2000/01 lief der Linksschütze für den HC Karlovy Vary auf, ehe er von 2001 bis 2003 für den HC Sparta Prag auf dem Eis stand. Mit der Mannschaft aus der tschechischen Hauptstadt gewann er in der Saison 2001/02 die Tschechische Meisterschaft.
Die Saison 2003/04 verbrachte Tomík bei den Nürnberg Ice Tigers aus der Deutschen Eishockey Liga. Daraufhin begann er die folgende Spielzeit bei seinem Ex-Club HC Karlovy Vary aus Tschechien und den finnischen Erstligisten Tappara Tampere, ehe er sie erneut bei Nürnberg in der DEL beendete. Die Saison 2005/06 begann der Weltmeister von 2002 beim tschechischen Extraliga-Club Vsetínská hokejová, verließ diesen jedoch bereits nach nur elf Spielen, um die Spielzeit bei den Malmö Redhawks in der HockeyAllsvenskan, der zweiten schwedischen Spielklasse, zu beenden. Auch in der Saison 2006/07 wechselte er mehrfach den Verein. Nachdem er drei Spiele für den HK Sibir Nowosibirsk aus der russischen Superliga absolviert hatte, spielte er elf Mal für Malmö in der HockeyAllsvenskan und anschließend bis zum Saisonende für den HC Zlín in Tschechien. 
Im Sommer 2007 wurde Tomík vom HC Oceláři Třinec aus der tschechischen Extraliga verpflichtet, für den er zwei Jahre lang auf Torejagd ging, ehe er Mitte der Saison 2008/09 an den HC Dukla Trenčín ausgeliehen wurde, bei dem er seine Karriere begonnen hatte. Die Playoffs 2009 spielte er wieder in Třinec, bevor er im Sommer des gleichen Jahres zu seinem Heimatverein zurückkehrte. Im Januar 2010 verließ er diesen und wurde vom HC Košice unter Vertrag genommen, mit dem er am Saisonende slowakischer Meister wurde. Im Januar 2011 wurde er vom HC Košice freigestellt und beendete anschließend seine Karriere. In der Saison 2016/17 kehrte er für vier Spiele für den MHK Dubnica noch einmal auf das Eis zurück.

### International
Für die Slowakei nahm Tomík an der Weltmeisterschaft 2002 teil, bei der er mit seiner Mannschaft Weltmeister wurde. 

## Erfolge und Auszeichnungen
- 1998 Slowakischer Meister mit dem HC Slovan Bratislava
- 2002 Tschechischer Meister mit dem HC Sparta Prag
- 2002 Goldmedaille bei der Weltmeisterschaft
- 2010 Slowakischer Meister mit dem HC Košice

## DEL-Statistik
(Stand: Ende der Saison 2010/11)